# Charbrowo
Charbrowo (deutsch Charbrow, seit 29. Dezember 1937 Degendorf; slowinz. Ꭓãbrɵvɵ) ist ein Dorf in der Gemeinde Wicko (Vietzig) bei Lębork (Lauenburg i. Pom.) in der polnischen Woiwodschaft Pommern.

## Geographische Lage
Das Kirchdorf liegt in Hinterpommern, etwa acht Kilometer südöstlich von Leba und 18 Kilometer nordnordwestlich von Lauenburg in Pommern.   
Nachbardörfer sind Krakulice (Karlshof) im Nordwesten, Wrzeście (Freist) im Osten und das etwa zwei Kilometer entfernte Wicko (Vietzig) im Süden.

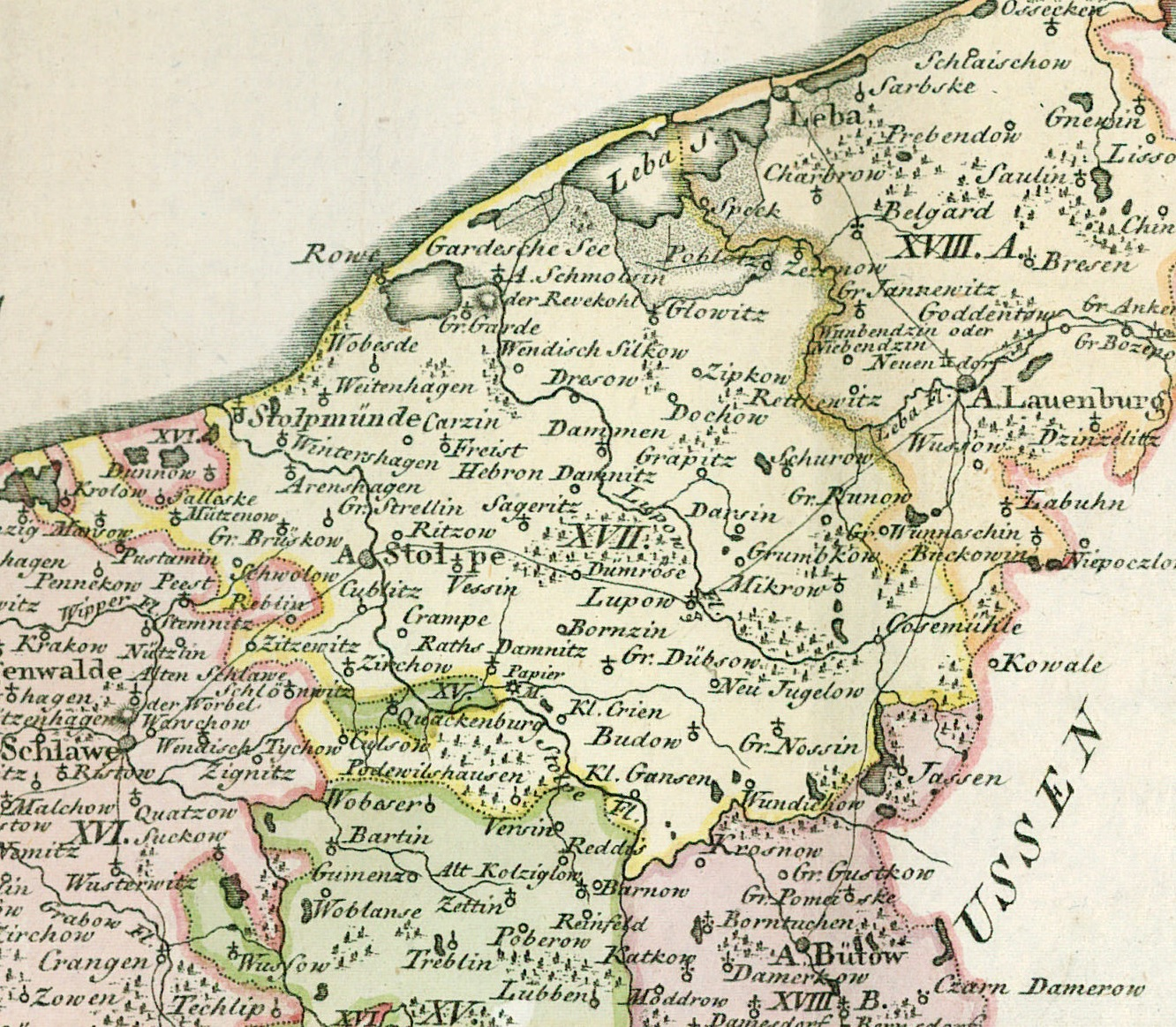
Charbrow, Kirchdorf, ostnordöstlich der Stadt Stolp (früher Stolpe geschrieben), nordnordwestlich von Lauenburg i. Pom. und südsüdöstlich der Stadt Leba, auf einer Landkarte von 1794

Charbrow, nordnordwestlich von Lauenburg in Pommern und südsüdöstlich der Stadt Leba, auf einer Landkarte von 1910

## Geschichte

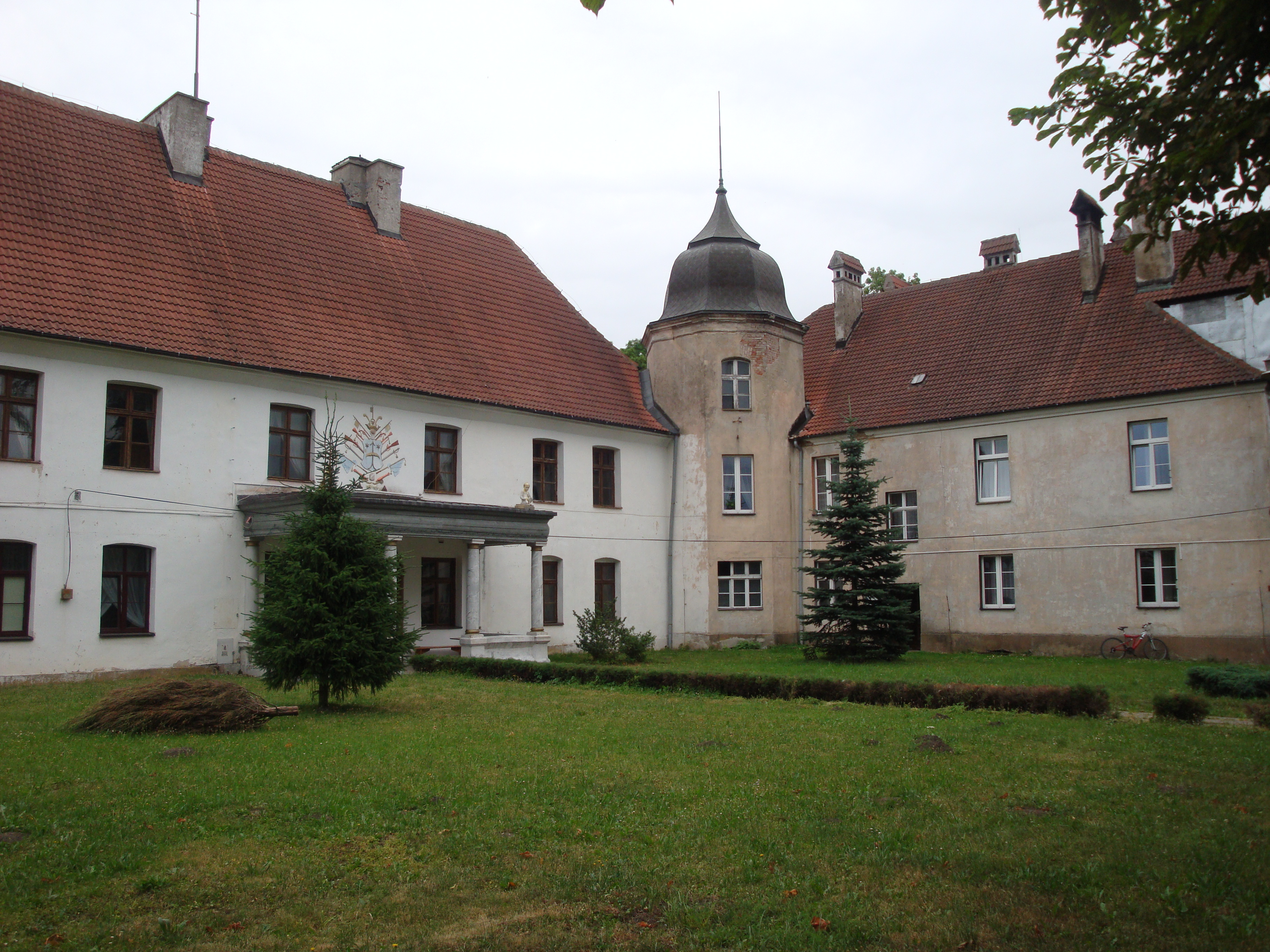
Ehemaliges Gutshaus der Familie Somnitz

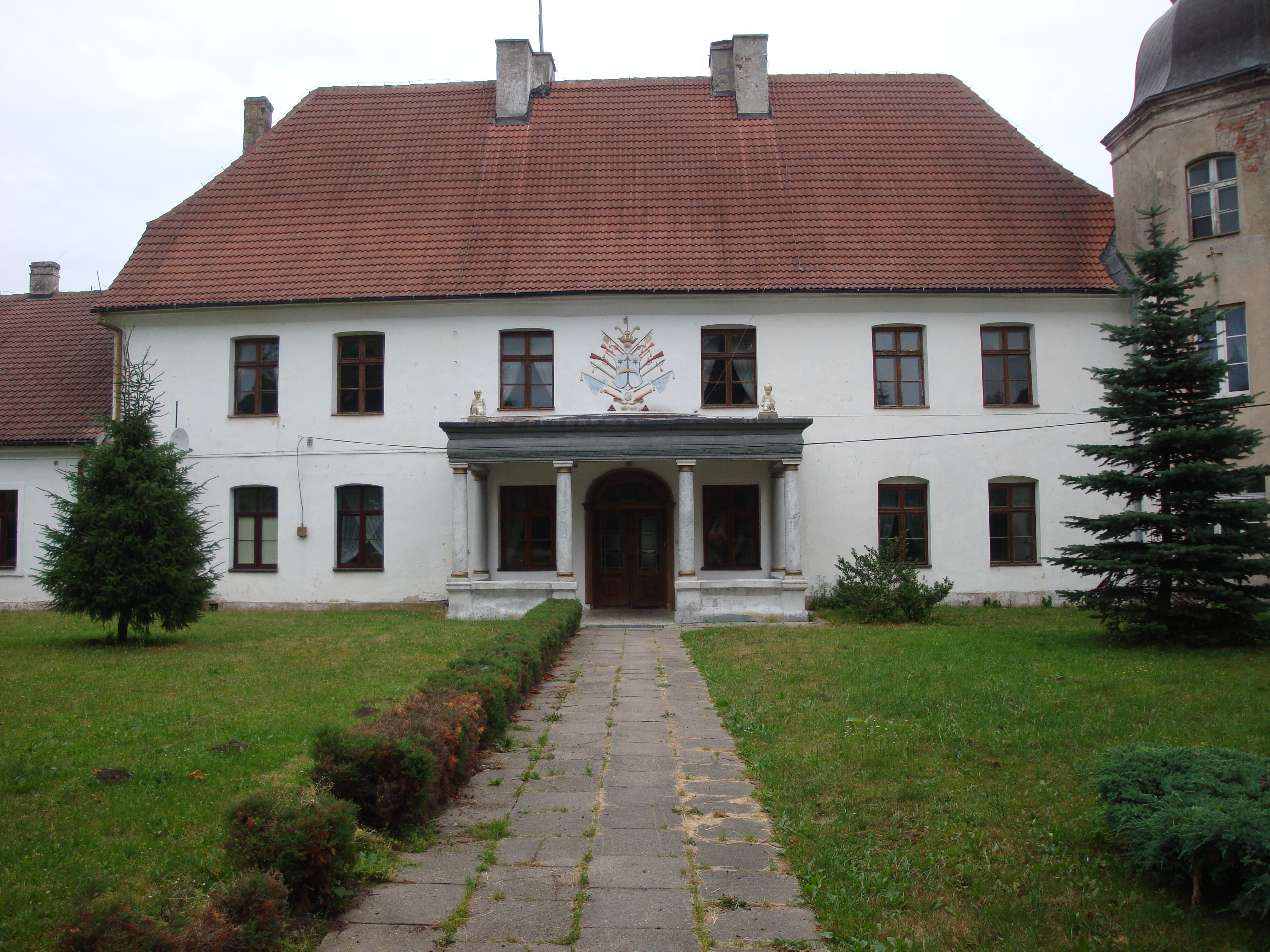
Gutshaus, Eingangsfassade

In alten Urkunden, so auch noch zur Zeit des Olivaer Friedens 1660, als Lorenz Christoph von Somnitz hier Erbherr war, wurde die Ortschaft Gerberow genannt. Das spätere Charbrow war ein altes Kirchdorf mit einem Vorwerk, das früher ein Adelssitz war. 
Im Jahr 1286 schenkte Herzog Mestwin II. von Pommerellen Charbrow dem Kujavischen Domkapitel in Leslau. Im Jahr 1564 kaufte der Lauenburger Landeshauptmann Ernst von Weiher, der ältere Bruder des Camminer Bischofs Martin von Weiher, die Dörfer Charbrow, Labenz und Ossecken, die zuvor zum Kloster Zuckau gehört hatten, von dem Leslauer Bischof Jakub Uchański für 12.000 Taler. Im 17. Jahrhundert fiel Charbrow an die Familie Krockow. Um die Mitte des 18. Jahrhunderts wurde das Landgut von der Adelsfamilie von Somnitz aufgekauft, die es bis zum Ende des Zweiten Weltkriegs im Frühjahr 1945 verwaltete. Um 1780 gab es in Charbrow: ein Vorwerk mit einem repräsentativen Herrschaftshaus, das Schloss Charbrow, eine Wassermühle, eine Kirche mit einem Prediger und einem Küster, elf Bauern, fünf Halbbauern, fünf Kossäten, einen Gasthof, eine Schmiede und insgesamt 43 Feuerstellen (Haushalte). Die Dorfbewohner betrieben neben Landwirtschaft auch Fischerei auf dem Lebasee und in drei Teichen. Zweimal jährlich wurde in dem Dorf ein Markt abgehalten. In den Jahrhunderten vor der Bodenreform in Hinterpommern Anfang des 19. Jahrhunderts hatte sich das Dorf im Besitz der Familie Somnitz befunden.
Am 1. April 1927 hatte das Gut Chabrow eine Flächengröße von 2450 Hektar, und am 16. Juni 1925 hatte der Gutsbezirk 477 Einwohner. Am 30. September 1928 wurde der Gutsbezirk Charbrow in die Landgemeinde Charbrow eingegliedert.
Anfang der 1930er Jahre hatte die Landgemeinde Charbrow eine Flächengröße von 30,5 km². Innerhalb der Gemeindegrenzen standen insgesamt 68 bewohnte Wohnhäuser
an sechs verschiedenen Wohnstätten:
1. Abbau Ziegelei
2. Charbrow
3. Heide
4. Karlshof
5. Ringofenziegelei
6. Ziegelei

Um 1935 gab es in Charbrow unter anderem einen Gasthof, einen Gemischtwarenladen, eine Bäckerei, eine Gärtnerei, eine Tischlerei und eine Ziegelei.
Charbrow wurde  am 29. Dezember 1937 in Degendorf umbenannt.

Ortsansichten
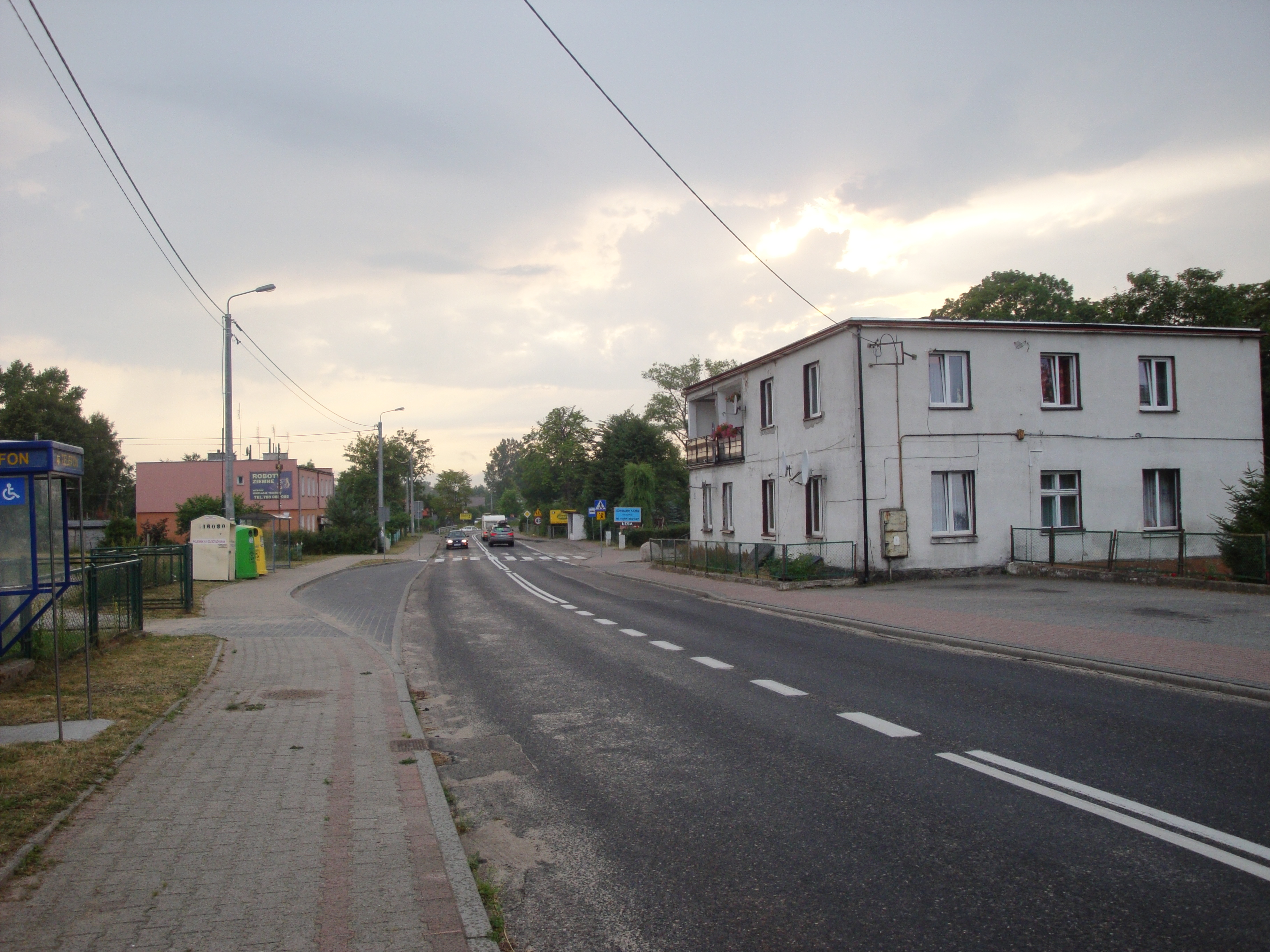
Dorfstraße (2010)
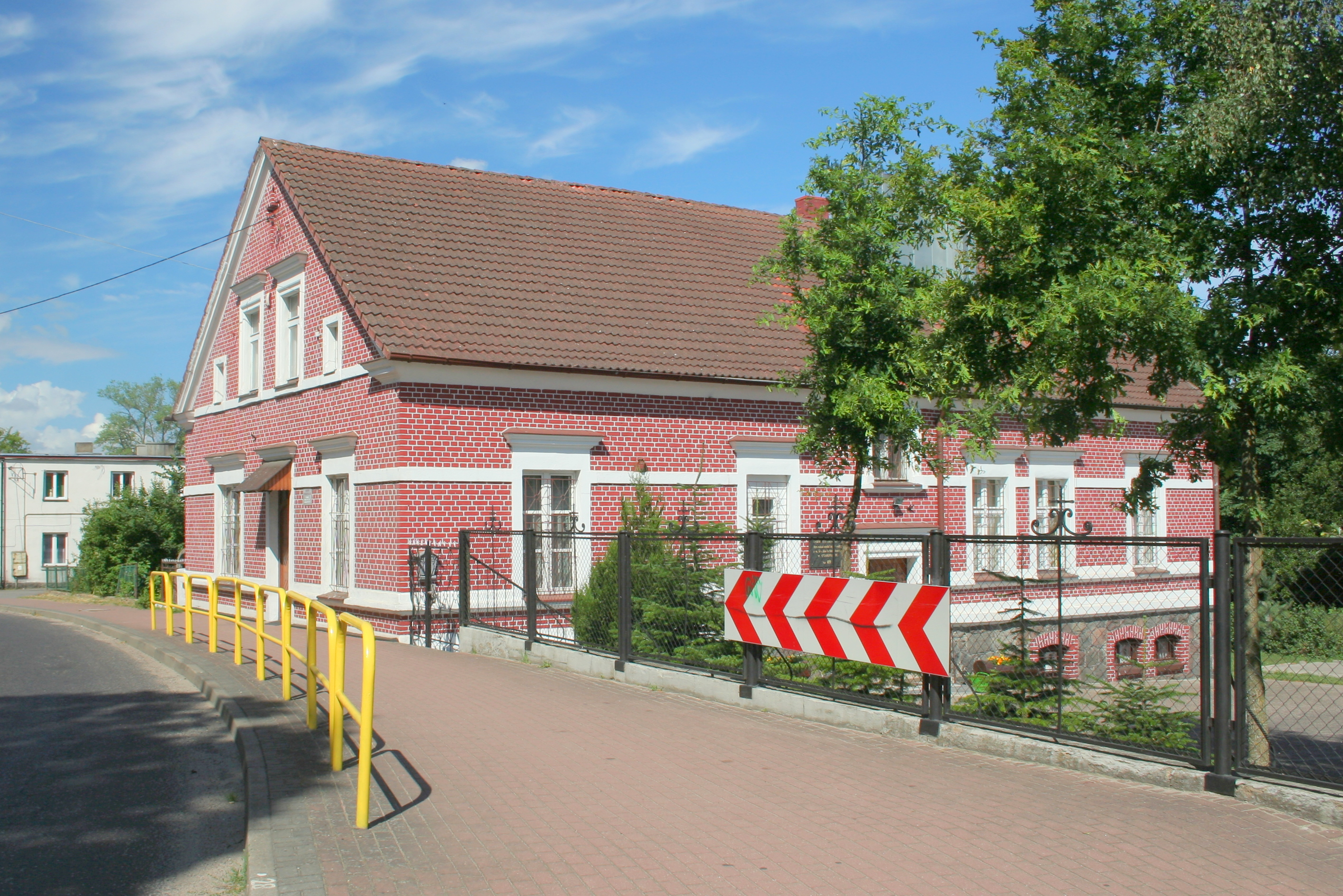
Wohnhaus (2010)
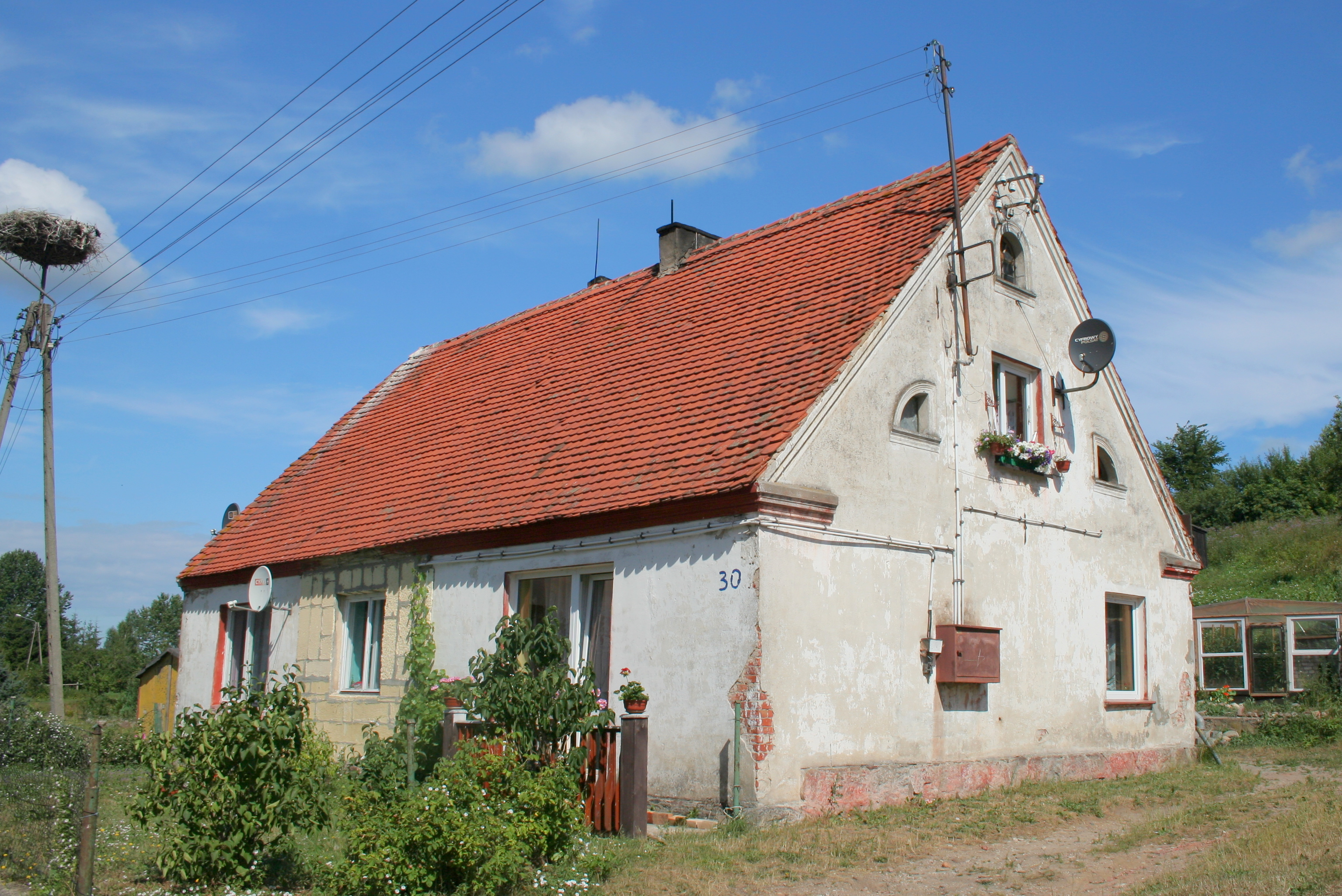
Wohnhaus (2010)
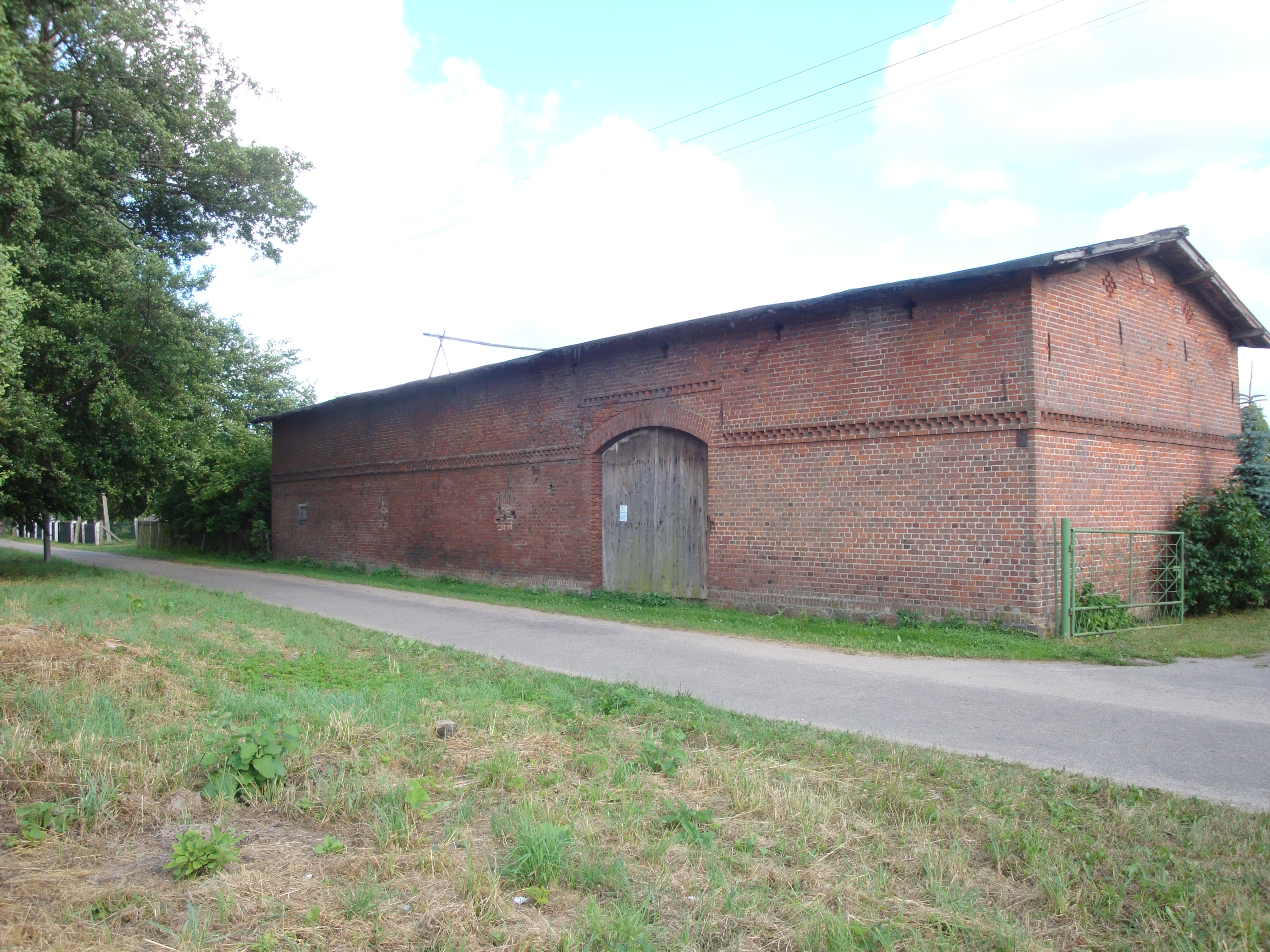
Altes landwirtschaftliches Wirtschaftsgebäude (2010)

Bis 1945 bildete Degendorf eine Landgemeinde im Landkreis Lauenburg in Pommern im Regierungsbezirk Köslin der preußischen Provinz Pommern des Deutschen Reichs. Degendorf war Amtssitz des  Amtsbezirks Degendorf.
Gegen Ende des Zweiten Weltkriegs besetzte im Frühjahr 1945 die Rote Armee die Region. Bald darauf wurde Hinterpommern zusammen mit Westpreußen und der südlichen Hälfte Ostpreußens von der Sowjetunion der Volksrepublik Polen zur Verwaltung überlassen. In Degendorf trafen danach polnische Zivilisten ein, von denen die einheimischen Dorfbewohner aus ihren Häusern und Gehöften gedrängt wurden. Degendorf wurde in Charbrowo umbenannt. Bis etwa 1947 wurden die deutschen Dorfbewohner von der polnischen Administration aus Degendorf vertrieben.

### Demographie

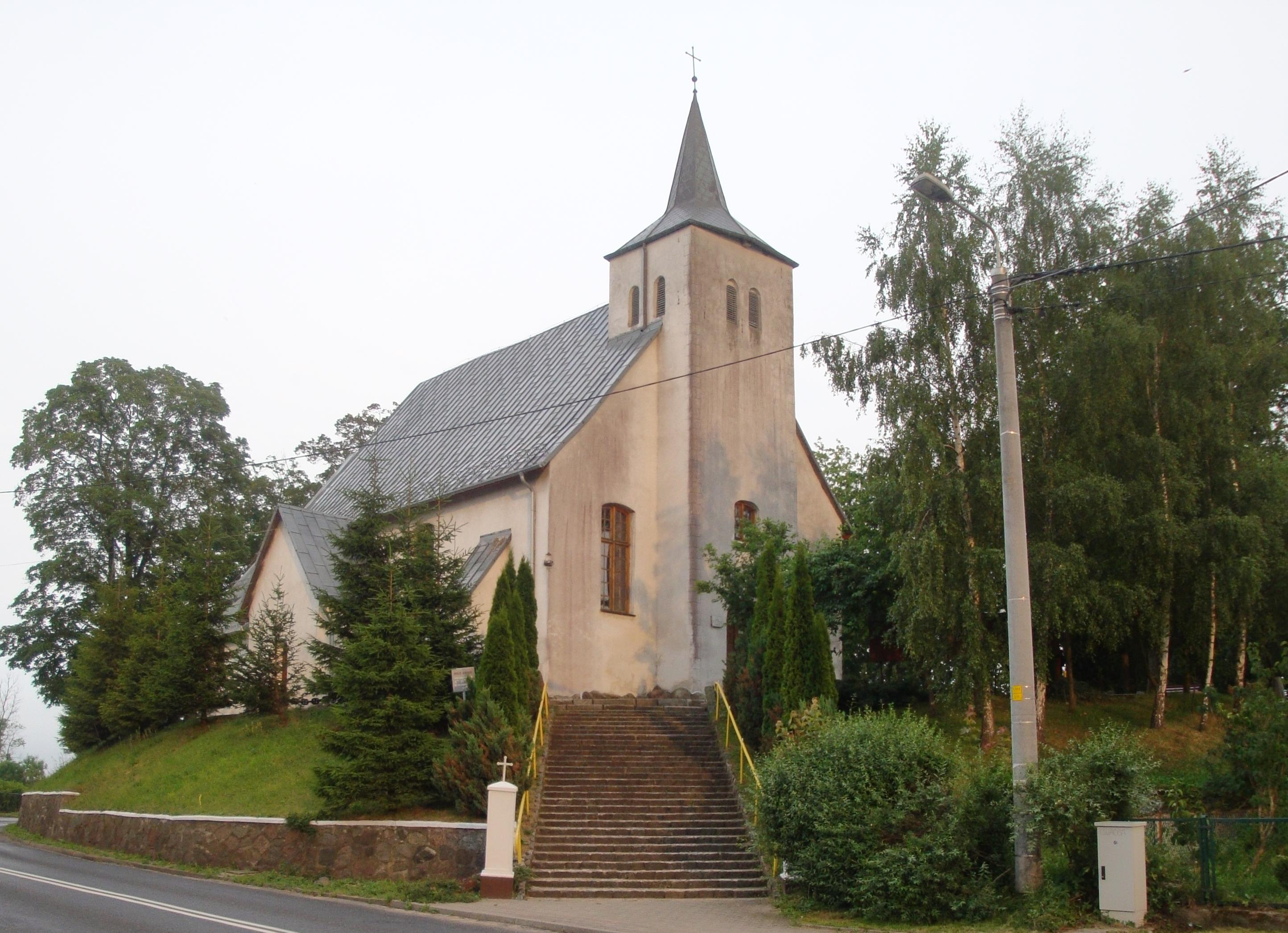
Dorfkirche

| Jahr | Einwohner | Anmerkungen |
| ---- | --------- | --- |
| 1818 | 270       | davon 264 Einwohner im Kirchdorf und sechs auf der Ziegelei                                                      |
| 1867 | 645       | am 3. Dezember, davon 194 im Dorf und 451 im Gutsbezirk                                                          |
| 1871 | 676       | am 1. Dezember, davon 241 im Dorf (240 Evangelische, ein Katholik) und 435 im Gutsbezirk (sämtlich Evangelische) |
| 1910 | 715       | am 1. Dezember, davon 186 Einwohner im Dorf und 529 im Gutsbezirk                                                |
| 1925 | 661       | darunter 653 Evangelische und acht Katholiken                                                                    |
| 1933 | 612       | [ 15 ] |
| 1939 | 584       | [ 15 ] |

| Jahr      | 2008 | 2011    |
| --------- | ---- | ------- |
| Einwohner | 560  | ca. 750 |

## Kirche

### Dorfkirche

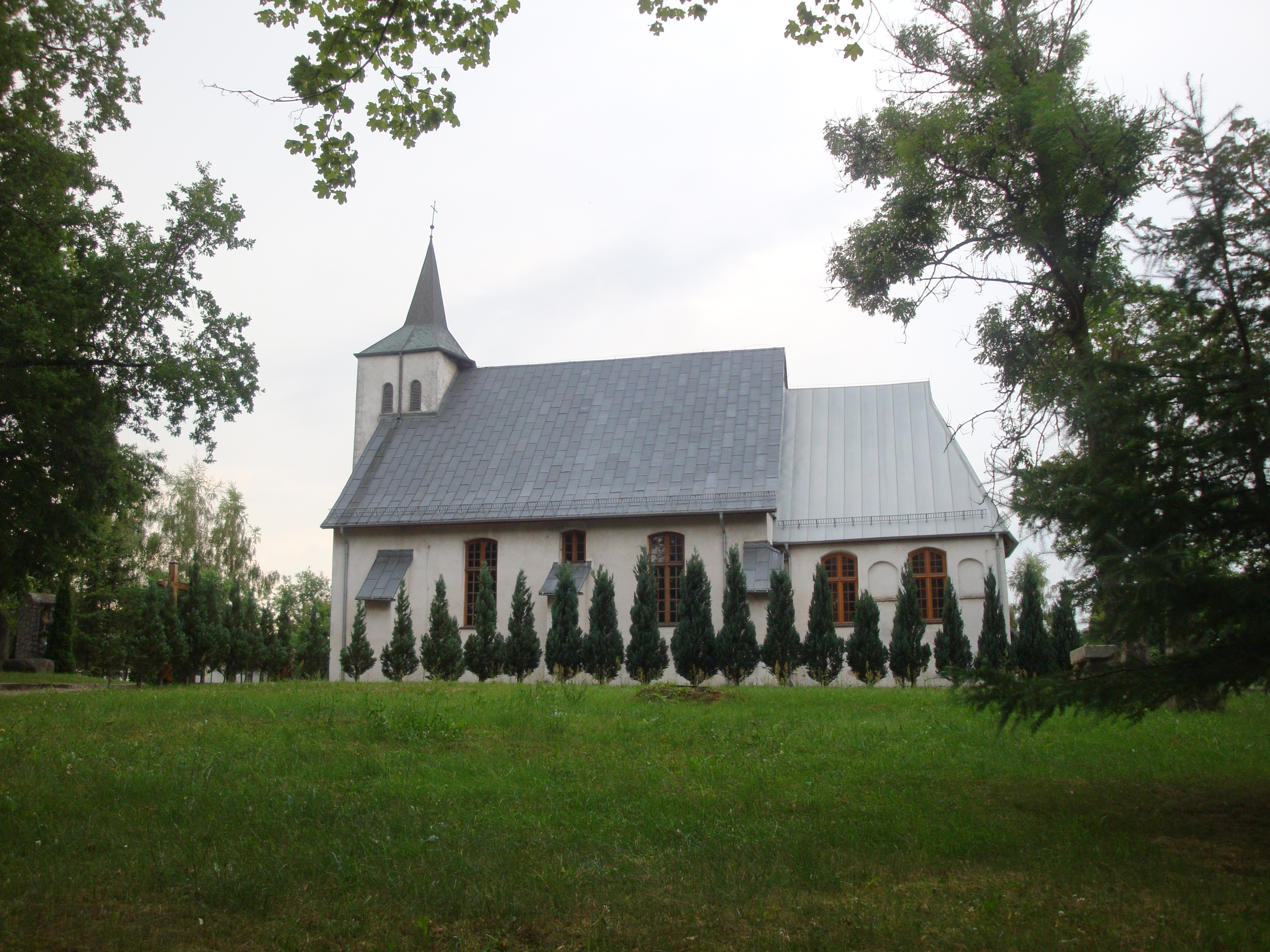
Dorfkirche, Rückansicht

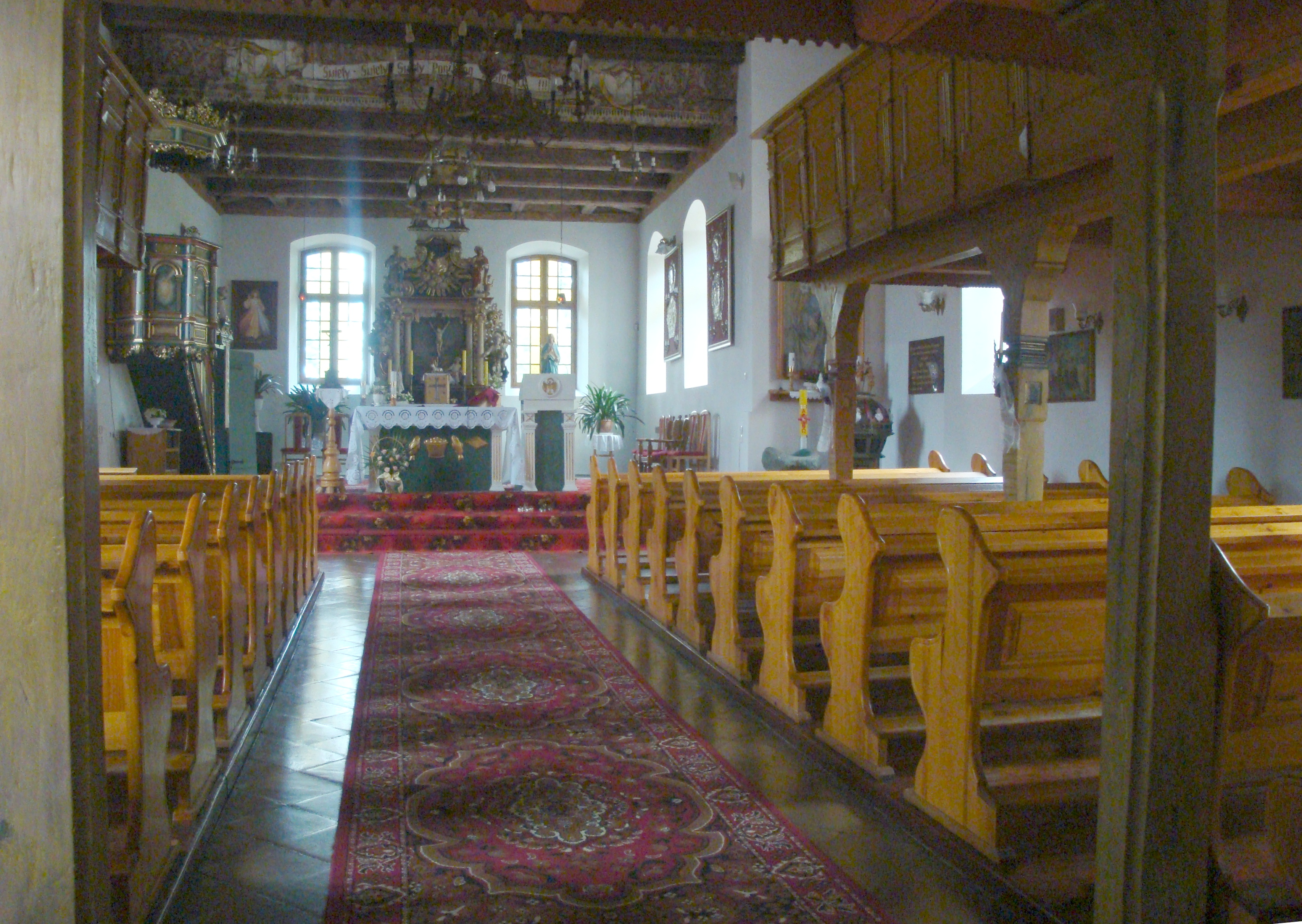
Innenraum der Dorfkirche

Die von Lorenz Christoph von Somnitz (1612–1678) gestiftete Dorfkirche stand seit Mitte des 18. Jahrhunderts unter dem Patronat der Familie von Somnitz-Charbrow. Wie ebenfalls in Osseken und einigen anderen Orten des kaschubischen Winkels, wurde in der Dorfkirche noch im 19. Jahrhundert außer auf Deutsch auch auf Kaschubisch gepredigt.
Bis dahin evangelisch wurde die Kirche 1945 von der polnischen Administration der Römisch-katholischen Kirche in Polen übergeben und katholisch geweiht.

### Kirchspiel bis 1945
Das evangelische Kirchspiel war in Degendorf. Seit der Reformation hatten bis zum Jahr 1671 lutherische Pfarrer die Kirchengemeinde betreut. Anschließend waren in der Gemeinde bis 1736 evangelisch-reformierte Geistliche tätig gewesen, danach bis 1945 wieder lutherische. Der Bestand an Kirchenbüchern reichte bis 1673 zurück.
Pfarrer bis 1945
- Paul Caßius (* 5. Oktober 1667, † 25. Januar 1727), war von Juli 1690 bis Mitte Oktober 1701 Pfarrer in Charbrow.[18]
- Johann Behnke (* 1739), war um 1780 Pfarrer in Charbrow.[19]
- August Bechthold, war um 1870 Pfarrer in Charbrow[20]
- Kurt Trowitzsch, letzter deutscher Pfarrer vor 1945[21]

### Polnisches Kirchspiel seit 1945
Die seit 1945 und Vertreibung der einheimischen Dorfbewohner anwesende polnische Einwohnerschaft ist größtenteils katholisch.
Die evangelischen Einwohner sind dem Pfarramt in Stolp in der Diözese Pommern-Großpolen der Evangelisch-Augsburgischen Kirche in Polen zugeordnet, das eine Kapelle in Lauenburg i. Pom. unterhält.

## Verkehr
An das Straßennetz ist das Dorf über die Woiwodschaftsstraße 214 angeschlossen, die ehemalige Poststraße zwischen Lauenburg und Leba.

## Persönlichkeiten
- Lorenz Christoph von Somnitz (1612–1678), kurbrandenburgischer Staatsmann, stiftete die Dorfkirche.

## Trivia
In älterer Zeit sollen ein an der weiß getünchten Schloss-Außenwand sichtbar gewesener dunkler Flecken und ein in eine Eiche neben der Kirchenpforte eingewachsener eiserner Haken Gegenstände lokaler Erzählungen gewesen sein.